# Salawaku
Il salawaku è uno scudo tradizionale indonesiano, originario delle Isole Molucche. La denominazione salawaku è tipica delle lingue tidore e pagu, mentre in galela è detto ma dadatoko, salwake, saluwaku o salawako, in loloda è chiamato salewaku-mu, in madole hawau-mu, in buru emuli  e in tobelo o dadatoko.

## Descrizione
Il salawaku è un lungo scudo in legno la cui forma ricorda quella di una clessidra ed è interamente intagliato da un unico pezzo di legno, compreso il manico. La parte superiore e quella inferiore sono più larghe, mentre la parte centrale è più stretta. La superficie esterna è convessa, e può essere arrotondata o a forma di "V", con la parte centrale leggermente prominente. Lo scudo è inoltre leggermente curvato anche verticalmente. Nella parte posteriore è presente un'alta nervatura verticale lunga quanto l'intero scudo; nella parte centrale essa diventa l'impugnatura. Lo scudo è dipinto di nero con fuliggine e succhi vegetali ed è intarsiato con madreperla e frammenti di terracotta, e può essere ornato con simboli kakean (usati da società segrete) o altri ornamenti.

## Cultura
Lo scudo rappresenta un corpo umano e le decorazioni corrispondono a certe parti; la parte superiore simboleggia la testa, quella inferiore le gambe. La nervatura posteriore rappresenta la spina dorsale e, appena al di sotto dell'impugnatura, la laringe. Gli intarsi simboleggiano gli occhi, e il loro numero varia a seconda del numero di nemici uccisi dagli antenati. Il salawaku è anche parte dei doni di matrimonio dello sposo, e viene usato nel cakalele, una danza di guerra, o nell'hoyla, una danza praticata durante i matrimoni tradizionali dai Tobeloresi. Durante il cakalele, il salawaku viene portato con la mano sinistra mentre nella destra i danzatori stringono una lancia o una spada, come anche nella hasa, un'altra danza rituale praticata solo da uomini, che in questo caso portano nella mano destra una sorta di machete in legno detto barakas.

## Impiego
Il termine salawaku significa "protezione" o "repellenza" in riferimento al potere soprannaturale esercitato dagli antenati, o anche "mancare e prendere". Quest'espressione designa una tecnica con cui il difensore disarma l'avversario dopo che la sua arma si è piantata nello scudo. Il salawaku non è solo un'arma difensiva, ma grazie alla sua peculiare forma stretta e allungata può essere facilmente usato per infliggere colpi con i bordi affilati e con gli angoli. Lo scudo deve essere lungo meno di due braccia per evitare che l'estremità vada a colpire il mento di chi lo utilizza e per evitare che delle lacrime possano cadervi, poiché secondo la tradizione coraggio e tristezza devono rimanere separati.